# 타만반도

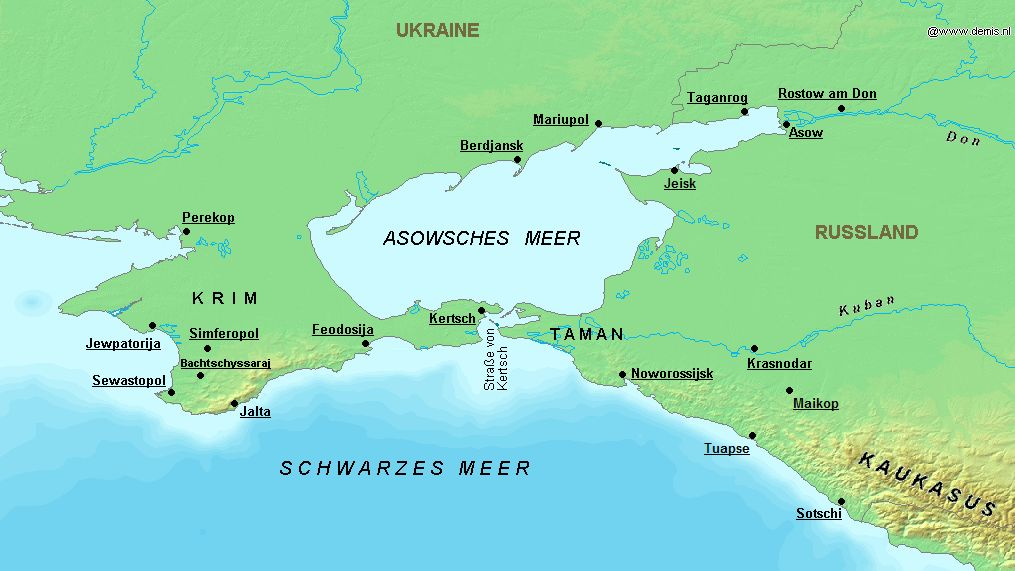

타만반도(러시아어: Тама́нский полуостров)는 오늘날 크라스노다르 지방에 위치한 반도이다. 타만반도는 아조프해의 북쪽에 위치해 있고, 서쪽은 케르치 해협에, 남쪽은 흑해에 접해 있다. 폰틱 그리스인의 식민지인 게르모나사(Germonassa)와 파나고리아(Phanagoria)가 이곳에 위치해 있었고, 나중에는 "티무타라칸"이 세워졌다.
이 반도는 고대에서 스키타이인들이 지배했던 곳이었다. 원시 시대에는 보스포러스 왕국의 영토로 들어갔다. 이곳은 당시에는 주민이 사르마트족, 그리스인, 아나톨리아인에서 폰투스인과 유대인까지 포함하고 있었다. 4세기 뒤에 이 지역에 훈족들이 출현할 때까지는 대불가리아 왕국의 수도가 위치해 있었다. 7세기에는 하자르족들이 차지했다. 969년의 하자르 한국이 분산으로, 이 반도는 통치자 "David of Taman"의 이름을 따서 붙여졌고 하자르 유대인 후계 국가의 영토로 들어갔다. 980년이후에는 거의 대부분이 1110년에 킵차크 한국에 의해서 키예프 루스가 붕괴될 때까지는 키예프 루스와 루스 공국의 영토로 들어갔다. 몽골군은 1239년이 이곳을 점령했고 제노바의 영토로 들어갔고 1419년에 크림반도의 "가자리아"의 영토로 들어갔다.
1400년의 이 반도의 거의 대부분은 "가자리아"의 기졸피 (Guizolfi/Ghisolfi) 가문에 의해서 이익적으로 통치되었고, 제노바 유대인 시메오네 데 기촐피(Simeone de Guizolfi)에 의해서 발견되기도 했다. 유대인 영사에 의해서 이 지역의 통치관계는, 판무관이나 공작들들이 통치했다. 이 기간 동안에 남부 러시아에 하자르 유대주의가 존재하게 되었다. 마지막으로, 타만반도는 1483년에 크림 한국에, 1783년에 오스만 제국의 영토로 들어갔다. 제2차 러시아-투르크 전쟁이 한창일 때인 1791년에, 러시아 제국의 통제로 이곳이 러시아의 영토로 들어갔다.
몇 세기에 걸쳐서 일어나는 동안에 인구는 줄어들었다. 가장 큰 도시는 코자크 도시로 불렸던 타만이다. 오늘날 타만은 조그만 항구가 위치해 있다. 타만반도는 조그만 이화산이 위치해 있고, 천연가스와 석유 매장지가 위치해 있다.
타만반도는 1942년에 나치에 의해서 점령되기도 했고 붉은 군대가 1943년에 이곳을 다시 탈환했다. 타만반도를 탈환하려고 독일의 베르마흐트(Wehrmacht)와 소련군의 전투를 바탕으로 철십자훈장 (원제 : Cross of Iron)이라는 영화가 만들어지기도 했다.